# Miša Aleksić
Miroslav "Miša" Aleksić, szerbül: Мирослав "Миша" Алексић (Belgrád, 1953. augusztus 16. – Belgrád, 2020. november 29.) szerb rockzenész, a Riblja čorba basszusgitárosa.

## Életútja
Édesapja a belgrádi rádiónál dolgozott, innen jött a zene iránti érdeklődése, szüleitől kapta első akusztikus gitárját. 1970-ben indult karrierje, a Royali nevű együttes énekese és basszusgitárosaként. 1971-ben cserediákként az Amerikai Egyesült Államokba ment, ahol a marylandi Pikesville High Schoolban érettségizett, megalakította a Shih-Muh-Fuh (Shit Motherfucker) nevű rockabilly együttest. Zenéjére hatással volt a Grand Funk Railroad, a Deep Purple és a Led Zeppelin. Jugoszláviába való visszatérése előtt külföldi barátai egy Fender gitárral ajándékozták meg. 
1973-ban megalakította az SOS együttest, melynek további tagjai Dragan Štulović (gitár), Dragan Tasić (gitár) és Stevan Stevanović (dob) lettek. Miután Tasić kilépett a zenekarból, az SOS trióként folytatta pályafutását. 1977-ben Štulović és Stevanović helyére Rajko Kojić és Vicko Milatović kerültek.
1978-ban Aleksić, Kojić és Milatović létrehozták a Riblja čorbát a Suncokret és a Rani mraz egykori tagjával, Bora Đorđević-csel. a nevet Đorđević találta ki. Lutka sa naslovne strane és Rokenrol za kućni savet kislemezeikből százezer példányt értékesítettek. 
1979-ben adták ki első lemezüket Kost u grlu címmel. Ezt követően katonai szolgálatot teljesített. Miután leszerelt, Belgrádban feleségül vette barátnőjét, Jasminát, majd megszületett leányuk, Mina. A Riblja čorba 1981-ben megjelent Mrtva priroda címe lemezének köszönhetően nagy népszerűségre tettek szert, az albumból hatszázezer példányt adtak el. Večeras vas zabavljaju muzičari koji piju c. lemezüket a Jugoton nem reklámozta megfelelően, így nem is lett túl sikeres, azonban Osmi nervni slom c. lemezük már áttörést jelentett, Eddy Grant mint vendégzenész közreműködött az Amsterdam c. dalban. 
Az 1980-as évek közepén Bajaga kilépett a zenekarból és szólókarrierbe kezdett. 1992-ben Labudova pesma c. albumukkal szeretett volna Đorđević búcsúzni a közönségtől a délszláv háború kitörésének idején.
Pályafutása során olyan előadóknak írt dalokat, mint Zdravko Čolić, Biljana Petrović, Jazzy Bell, Milorad Mandić és a Run Go. Producerként is tevékenykedett.
2020. november 29-én hunyt el a koronavírus okozta szövődmények miatt.

## Fordítás
- Ez a szócikk részben vagy egészben  a   Miša Aleksić című angol Wikipédia-szócikk fordításán alapul.  Az eredeti cikk szerkesztőit annak laptörténete sorolja fel. Ez a jelzés csupán a megfogalmazás eredetét és a szerzői jogokat jelzi, nem szolgál a cikkben szereplő információk forrásmegjelöléseként.